# Bladee

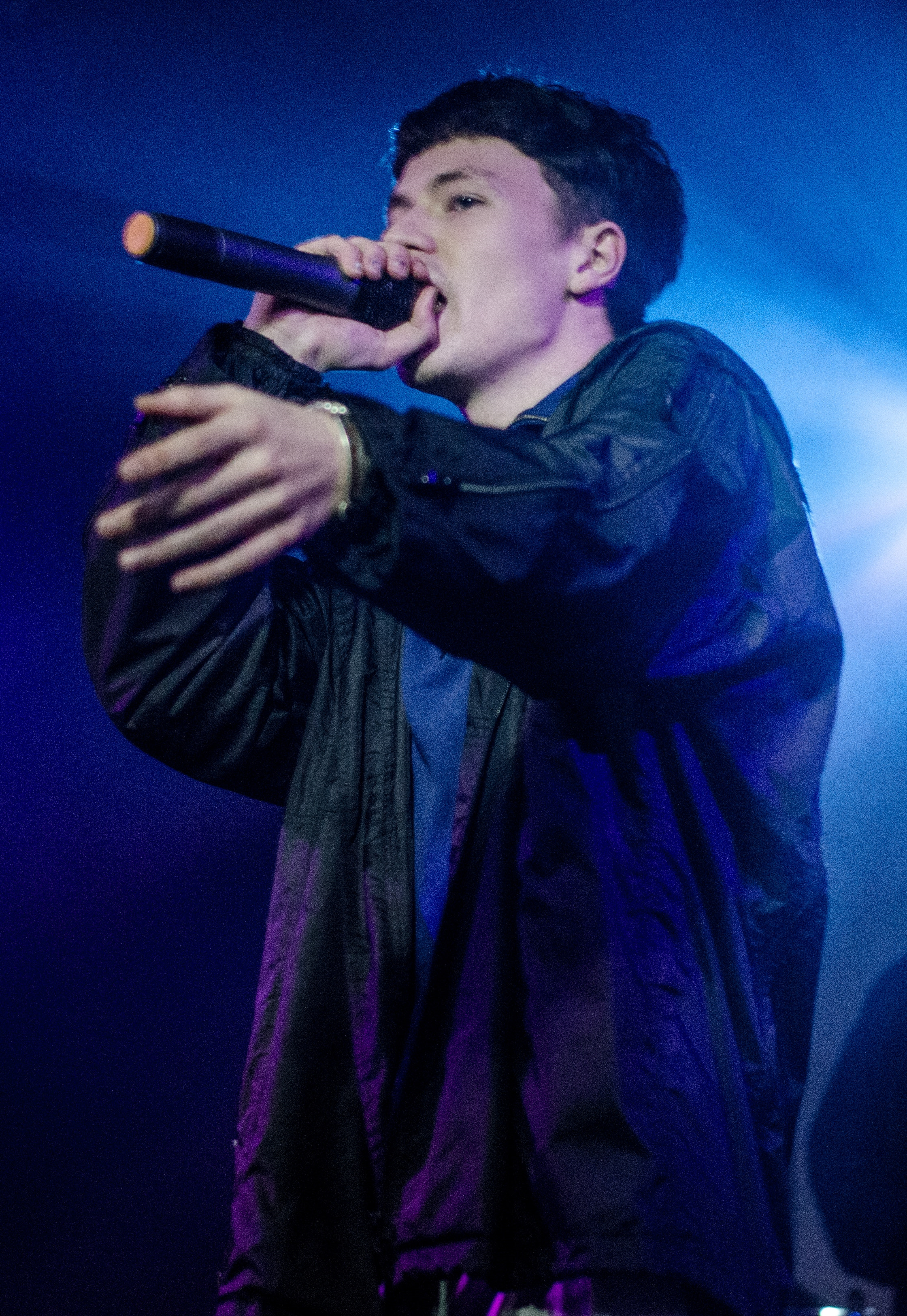
Bladee in Toronto, Canada 2016

ブレイド（または「ブレイディー」と発音、専門的にはブレードまたはブレードeと発音、Benjamin Reichwald、ベンジャミンライヒヴァルト、1994年4月9日 - ）は、スウェーデンのラッパー、シンガーソングライター、レコードプロデューサー、ファッションデザイナーであり、ミュージカルグループDrain Gangのメンバー。
デビューアルバム「Eversince」を2016年に、セカンドアルバム「Red Light」を2018年にリリースした。どちらもストックホルムのレコードレーベルYEAR0001を通じてリリースされた。自身の音楽に加えて、リリースのカバーアートとして頻繁に登場するビジュアルアートを作成する。ヤング・リーンのファッションブランド、SadBoysGearのクリエイティブディレクターも務める。
スウェーデンのストックホルムで1994年4月9日に生まれ、主にSkanstullで育つ。ここで、2004年にGravity BoysのメンバーであるZak Arogundade（Ecco2kとも呼ばれる）に会う。2人は同級生で、13歳のときに「Krossad」というバンドを結成し、これがきっかけで音楽への関心が高まる。
学校を去った後は、デイケアセンターで働きながら音楽を作り始める。

## キャリア
2011年にKen Burnzという名前でいくつかトラックをリリースしたが、2012年に音楽のリリースを正式に開始。最終的に、Bladeeの弟の友人であったスウェーデンのラッパー、ヤング・リーンと友達になった。最終的に、SoundCloudでSad BoysのメンバーであるYung Shermanに共同作業を依頼する為のメッセージを送った。その結果、BladeeのGravity BoysコレクティブとLeanのSad Boys Entertainmentの間に協力関係が生まれる。その後、Bladeeとリーンは、リーンのUnknown Death2002ミックステープから「Heal You // Bladerunner」を製作。レーベルYEAR0001にて2014年、デビュー・ミックステープ、GLUEEをリリース。「Twitterをスクロールするのに行き詰まった郊外の世代の夏の聖歌」と表現された。ミックステープは、オーディオ配信プラットフォームSoundCloudで成功し、200万回以上の再生回数を記録した。このミックステープは、いくつかのシングルが伝染となって、Yung LeansデビューミックステープのUnknown Death 2002のと相まって、Bladeeをアンダーグラウンドヒップホップのビッグネームに押し上げた。
デビューアルバム、Eversinceを2016年5月25日にリリースする。このアルバムはメインストリームからさまざまなレビューを受けたが、アンダーグラウンドやエクスペリメンタルな批評家からは好評だった。
2017年、2番目のミックステープ「Working on Dying」をリリースした。
2018年には、「Red  Light」がリリースされた。
2018年7月、BladeeとDrain Gangの仲間であるEcco2Kは、マシューウィリアムズからの招待により、パリで開催されたAlyx StudioのS / S 2019メンズウェアショーを歩く。
3番目のミックステープであるIcedancerは、2018年12月28日にリリースされた。

## 音楽の特徴
Bladeeの音楽は、オートチューンの多用と、トラップ、クラウドラップの要素の融合が特徴である。雑誌 i-Dは彼のスタイルを「ぼんやりとしたローファイ製作の感情的なラップに傾いている」と説明したが、2018年現在、彼は「一種のauto-tuned dark angelに進化した」と述べている。
ファンから、天使のようだと言われることがしばしばあるが、これに対し「自分は特別ではない。私もあなたと全く同じだ。」と述べている。
2019年のインタビューで、Bladeeは自身の音楽を頻繁に実験していることを認めており、本人がしていることを1つのジャンルに限定することを好まない。同インタビューで、自身の音楽は本人にとって治療的であり、しばしばそれを捌け口としても使っていると述べた。
インタビューで、The Faderの音楽ライターであるJack Angelは、Bladeeの音は「凍傷にかかった未来派」だと表現し、彼の音楽は「幅広い感情」を呼び起こすと述べた。

## 人物
子供の頃は、将来はアーティストか絵描きになりたかったそうで、いつも絵を描くことが好きだったという。「フルタイムで音楽をやるとは一度も考えたことがなかった」と述べている。

## ディスコグラフィー

### スタジオアルバム
- Eversince （2016年）
- Red Light （2018年）

### ミックステープ
- Gluee （2014年）
- Working on Dying （2017年）
- Icedancer （2018年）
- Rip Bladee （2016年）
- Plastic Surgery （2017年）
- Sunset in Silver City （2018年）
- Exile （2018年）
- Vanilla Sky （2019年）
- GTBSG （2013年） （with Thaiboy Digital、Ecco2k、Yung Lean、Whitearmor、Yung Sherman）
- AvP （2016年） （with Thaiboy Digital）
- D＆G （2017年） （Ecco2k、Thaiboy Digital）
- Trash Island （2019年） （with Ecco2k、Thaiboy Digital）

### シングル
- "oxygen" (2012年)
- "Carwash" (2013年)
- "I WILL MAKE YOU BLEED" (2013年) (featuring Thaiboy Digital)
- "my magic is strong" (2013年)
- "Bleach" (2013年) (featuring Ecco2k)
- "Unreal" (2014年)
- "Dragonfly" (2014年)
- "Into Dust" (2014年)
- "Reborn" (2014年)
- "Psycho" (2015年) (with Adamn Killa)
- "Butterfly" (2015年) (with Thaiboy Digital)
- "Who Goes There" (2016年)
- "Who's Going To Find Me Tonight" (2016年)
- "Destroy Me" (2017年)
- "Gotham City" (2017年) (with Yung Lean)
- "I Want It All" (2017年) (with Cartier'GOD)
- "Plastic Surgery" (2017年)
- "Wallet Won't Fold" (2017年)
- "Frosty the Snowman" (2017年)
- "Decay" (2018年)
- "I Chose To Be This Way" (2018年)
- "Red Velvet" (2019年) (with Yung Lean)
- "Trash Star" (2019年)
- "All I Want" (2019年) (with Mechatok)
- "Apple" (2019年)
- "Famous" (2019年) (with Yung Lean, Black Kray, and YSB OG)
- "#LetMeGo" (2019年) (with Cartier'GOD)
- "Girls just want to have fun" (2020年) (featuring Ecco2k)
- Yung Lean- "Nitevision" (2013年)
- Yung Lean - "Heal You // Bladerunner" (2013年)
- Thaiboy Digital - "Gtblessgo" (2014年)
- Thaiboy Digital - "Don't Dance" (2015年)
- Yung Lean - "Highway Patrol" (2016年)
- Yung Lean - "Hocus Pocus" (2016年)
- Yung Lean - "Pearl Fountain" (2016年) (featuring Black Kray)
- Yung Lean - "Hennessy & Sailor Moon" (2016年)[31]
- Yung Lean - "Head 2 Toe" (2016年)
- Yung Lean - "Red Velvet" (2019年)
- D33J - "10K Froze" (2019年)
- Chxpo - "Do You Love Me" (2019年)
- Thaiboy Digital - "Bentley" (2019年)
- Thaiboy Digital - "Legendary Member" (2019年)
- Black Kray - "Blue" (2019年)